# Luis María Lasúrtegui
Luis María Lasúrtegui Berrida (* 28. März 1956 in der Provinz Gipuzkoa) ist ein ehemaliger spanischer Ruderer. Er gewann 1984 zusammen mit Fernando Climent Huerta eine olympische Silbermedaille, die erste und einzige olympische Medaille für spanische Ruderer überhaupt. (Stand 2019)

## Sportliche Karriere
Der 1,90 m große Luis María Lasúrtegui war 1974 mit dem Vierer ohne Steuermann Elfter bei den Junioren-Weltmeisterschaften. 1979 belegte er mit Miguel Solano und José Antonio Lopez bei den Weltmeisterschaften in Bled den elften Platz im Zweier mit Steuermann. Bei den Olympischen Spielen 1980 ruderte Lasúrtegui zusammen mit José Manuel Bermúdez, Isidro Martín, Salvador Verges und Steuermann Xavier Sabriá im Vierer mit Steuermann. Als Sieger ihres Vorlaufs qualifizierten sich die Spanier direkt für das Finale und belegten dort den vierten Platz mit dreieinhalb Sekunden Rückstand auf Bronze. 1981 ruderten Lasúrtegui, José Ramón Oyarzábal, Martín und Bermúdez im Vierer ohne Steuermann auf den sechsten Platz bei den Weltmeisterschaften in München. Ein Jahr später traten Lasúrtegui und Oyarzábal bei den Weltmeisterschaften 1982 im Zweier ohne Steuermann an und erreichten den vierten Platz, 1983 in Duisburg belegten die beiden den sechsten Platz. 
Bei den Olympischen Spielen 1984 in Los Angeles traten Fernando Climent Huerta und Luis María Lasúrtegui im Zweier ohne Steuermann an. Im Vorlauf belegten die Spanier den zweiten Platz hinter Thomas Möllenkamp und Axel Wöstmann aus der Bundesrepublik Deutschland. Auch im Halbfinale ruderten die Spanier auf den zweiten Platz, als sie knapp hinter den Rumänen Petru Iosub und Valer Toma ins Ziel kamen. Im Finale hatten die beiden Rumänen drei Sekunden Vorsprung vor den Spaniern, die ihrerseits drei Sekunden vor den Norwegern Hans Magnus Grepperud und Sverre Løken das Ziel erreichten.
Im Jahr darauf fanden die Weltmeisterschaften in Mechelen statt, die beiden Spanier gewannen die Bronzemedaille hinter dem Boot aus der Sowjetunion und den Briten. 1986 in Nottingham belegten die beiden Spanier den neunten Platz, 1987 in Kopenhagen wurden sie Zwölfte. Bei den Olympischen Spielen 1988 in Seoul schieden die beiden im Hoffnungslauf aus.